# Astro City
Astro City är en prisbelönad tecknad superhjältepastisch skriven av Kurt Busiek.